# Доня Єленська
Доня Єленська (хорв. Donja Jelenska) — населений пункт у Хорватії, у Сисацько-Мославинській жупанії у складі громади Поповача.

## Населення
Населення за даними перепису 2011 року становило 78 осіб.
Динаміка чисельності населення поселення:

## Клімат
Середня річна температура становить 11,27 °C, середня максимальна – 26,14 °C, а середня мінімальна – -5,83 °C. Середня річна кількість опадів – 881 мм.
| Клімат поселення                              | Клімат поселення | Клімат поселення | Клімат поселення | Клімат поселення | Клімат поселення | Клімат поселення | Клімат поселення | Клімат поселення | Клімат поселення | Клімат поселення | Клімат поселення | Клімат поселення | Клімат поселення |
| Показник                                      | Січ.             | Лют.             | Бер.             | Квіт.            | Трав.            | Черв.            | Лип.             | Серп.            | Вер.             | Жовт.            | Лист.            | Груд.            |                  |
| Середній максимум, °C                         | 6,60             | 8,69             | 13,16            | 17,59            | 22,91            | 26,14            | 25,32            | 24,48            | 20,48            | 15,30            | 9,69             | 5,60             |                  |
| Середня температура, °C                       | 0,39             | 2,47             | 6,97             | 11,38            | 16,70            | 19,91            | 21,42            | 20,58            | 16,56            | 11,40            | 5,79             | 1,71             |                  |
| Середній мінімум, °C                          | −5,83            | −3,75            | 0,73             | 5,16             | 10,47            | 13,70            | 17,51            | 16,68            | 12,67            | 7,49             | 1,87             | −2,19            |                  |
| Норма опадів, мм                              | 53               | 51               | 58               | 70               | 80               | 91               | 80               | 83               | 79               | 82               | 87               | 67               |                  |
| Середньомісячна швидкість вітру, м/с          | 1.87             | 2.10             | 2.50             | 2.30             | 2.14             | 2.00             | 1.90             | 1.79             | 1.80             | 1.80             | 1.90             | 1.90             |                  |
| Середньомісячна сонячна радіація, кДж/м²·день | 4220             | 6971             | 10744            | 15199            | 19394            | 21461            | 22526            | 19614            | 14511            | 8905             | 4689             | 3425             |                  |
| --------------------------------------------- | ---------------- | ---------------- | ---------------- | ---------------- | ---------------- | ---------------- | ---------------- | ---------------- | ---------------- | ---------------- | ---------------- | ---------------- | ---------------- |
| Джерело:                                      |                  |                  |                  |                  |                  |                  |                  |                  |                  |                  |                  |                  |                  |